# 樫葉勇
樫葉勇（かしば　いさむ、1896年-1978年12月11日）は、童話作者、幼児教育者。
和歌山県生まれ。和歌山師範学校卒、日本大学卒、1921年から30年にかけて、東京下町で貧児の教育に携わる。1937年童話教育会を創立。機関誌『童話教育』を発行。口演童話の研究と普及に尽力。樫の実幼稚園園長、白梅学園短期大学教授。

## 著書
- 『愛国の水 修身童話』紅玉堂書店 面白い学習叢書 1925
- 『童話と国語教育』湯川駒治郎 1925
- 『新実演お話集 第2集 猫の卵』隆文館 1926
- 『すずめの裁判 理科童話』紅玉堂書店 面白い学習叢書 1926
- 『徳目準拠実演修身例話資料 1・2年の巻,3・4年の巻,5・6年の巻』教育研究会 1924-26
- 『例話中心細目兼用尋一修身教授の実際』三友社 1927
- 『例話の活用を主としたる尋二修身教授実際』三友社書店 1930
- 『ドイツ物語』三友社 1938
- 『童話研究者のために 話方を中心として』童話教育社 1939
- 『国史を貫く神社物語』中川書店 1943
- 『保育童話 話し方と新選お話集』白眉学芸社 1972
- 『お母さんと先生の手帖 子どもを考える』白眉学芸社 1974

### 共編著
- 『新修身教授と訓練の実際 徳目の系統的解説』東繁一共著 文録社 1927
- 『いぬはりこ』安倍季雄共編 家の教育社 1936
- 『国民学校と家庭 お話の実例と其の指導』石井庄司共著 日本両親再教育会 1941
- 『読んできかせる自然に親しむ童話集』今石秀子共著 白眉学芸社 1965

## 注
1. ↑  『人物物故大年表』
2. ↑  20世紀日本人名事典